# 鋸齒

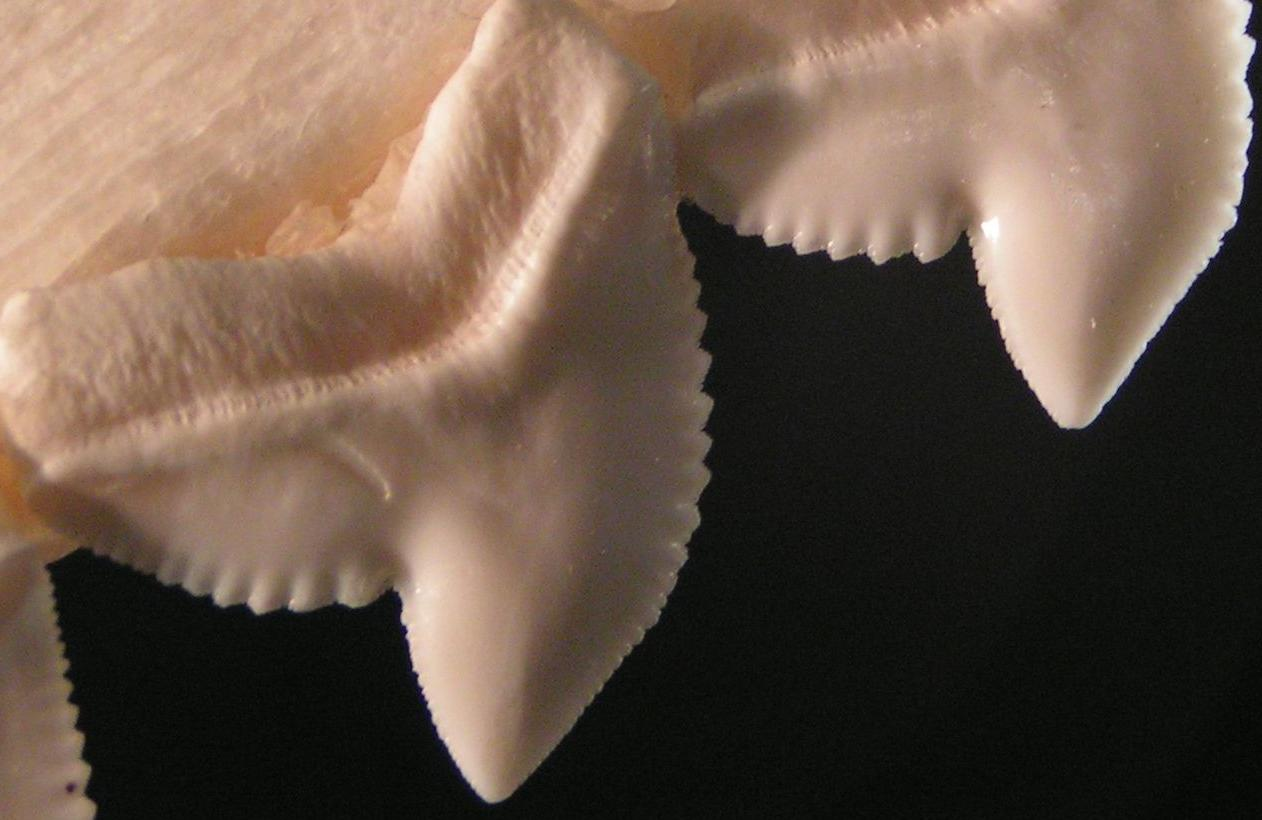
鼬鯊的牙齒邊緣呈鋸齒狀

鋸齒（Serration）是指一個尖銳或是類似齒的物體，側面有一排像鋸子一様，有許多突起的邊緣。鋸齒的切割面和被切割物體有多個接觸點，其接觸面積比平滑的切割面要小，因此產生的應力也會比較大，會讓被切割物體上出現數個破口，鋸齒再往復移動，使破口加大，產生切割的效果。

## 自然界的鋸齒
在自然界裡，有些物種的牙齒的切削邊上會有鋸齒，例如鯊魚齒。不過有些物種在不用作切削的表面上也有鋸齒。會出現在植物的葉或是其他部位，例如康乃馨花瓣的邊緣即為鋸齒狀。鋸齒狀的葉邊可以減少所承受的風力。

## 刀刃上的鋸齒
自從中石器時代起，人們就已使用有鋸齒的刀，而史前時代用的是燧石的鋸齒刀。有鋸齒的刃其邊緣不平坦，類似牙齒一樣，鋸上面會有這類的刀刃，有些小刀及剪刀也會有這類刀刃。很多這類的刀是扇形的，其切割面是彎曲的，常見於鋸木鋸以及麵包刀。
在廚房刀具中，在削皮刀以及起司刀上會有比較細的鋸齒，這類刀具特別適合切切達起司或是溫斯利代爾等質地較硬的起司。麵包刀和水果刀會有較寬的扇形鋸齒刀刃。這類的鋸齒刀刃可以切割較硬或是較韌的表皮或外殼，不會壓碎內部柔軟細緻的麵包或是果肉。
鋸齒可以讓刀刃切削邊和物體的接觸面積減小，增加每一個接觸點的壓力，且每個接觸點和切割物體之間會形成更銳利的角度，因此切割的動作會在物體表面上形成更多的小缺口，隨著切割的進行，缺口越來越大，最終將物體切開。
鋸齒刀刃形成的切口比較粗糙不平整。鋸齒刀刃也無法用針對一般刀具的磨刀石或旋轉磨刀器來磨利，不過可用上面有鑽石或是陶瓷塗層的棒子來磨利。鋸齒刀刃也比一般刀刃要可以維持長期的銳利。鋸齒刀刃可以切的比較快，但一般刀刃的切口會比較整齊。有些人比較喜歡小刀或是緊急救援刀上有鋸齒刀刃，後者比較可以切斷繩索或是安全帶。

## 外部連結
- "The Serrated Bread Knife," Chronicle of Early American Industries, 2010 （页面存档备份，存于） - article documenting the production of American serrated knives and saw-cut knives back as far as 1838.